# Emilio Ocampo
Emilio Ocampo (Buenos Aires, 1963) es un economista y profesor argentino.

## Biografía
Es hijo de Emilio Ocampo Alvear y de Stella Mihanovich de Etchebarne. Es sobrino en segundo grado, de parte de su padre, de la escritora y filántropa Victoria Ocampo.
El 28 de octubre de 1995, se casó con la socialite estadounidense Alexandra Brooke Douglass, con una ceremonia realizada en la Iglesia de San Ignacio de Loyola en Nueva York. El padre de Alexandra, Robert Royal Douglass, fue un abogado y vicepresidente del Chase Manhattan Bank; asesor de David Rockefeller, y consejero y secretario del vicepresidente de los Estados Unidos, Nelson Rockefeller, durante su mandato como gobernador de Nueva York.
Con su pareja, tuvo 4 hijos. Vivieron en el Upper East Side, ubicado en Nueva York, y más tarde en Londres. En 2006 se separó de su pareja, tras una década de matrimonio, y volvió a vivir en Argentina.
Es licenciado en Economía por la Universidad de Buenos Aires y realizó un Master en Dirección de Empresas (MBA) en la Universidad de Chicago.
De 1990 a 2004 se dedicó a la banca de inversión, trabajando como ejecutivo en los bancos Chase Manhattan, Salomon Brothers y Morgan Stanley. Tras su vuelta a Argentina, fundó en 2006 la consultora Arcadia Advisors, e integró el comité académico del Máster de Finanzas de la Universidad del CEMA.

### Carrera política
En 2022 lanzó el libro Dolarización: Una Solución para la Argentina, junto al economista Nicolás Cachanosky. En esta obra crean una propuesta de dolarización oficial de la economía argentina, indagando en las experiencias de otros países que implementaron medidas similares y sus resultados.
En 2023, Ocampo llevó su propuesta al candidato a presidente, Javier Milei, quien ya tenía su propio plan de dolarización. Tras evaluarla, optó por la propuesta de Ocampo, definiéndola como «superadora», a la que tenía en mente. Es así que Milei presentó a Ocampo como el funcionario que ocuparía la presidencia del Banco Central de la República Argentina (BCRA), para cerrarlo y llevar a cabo su plan.
Sin embargo, tras la investidura presidencial de Javier Milei, no lo designó al frente del BCRA. Esto, debido a la designación de Luis Caputo como ministro de Economía, quien tenía otro plan económico y que proponía como presidente del BCRA a Santiago Bausili, a quien conocía de su gestión durante la presidencia de Macri y que trabajaba con él en la consultora Anker Latinoamérica.

## Controversias
En agosto de 2008, la consultora Arcadia Advisors, propiedad de Emilio Ocampo, alcanzó una propuesta al gobierno argentino para la reapertura del canje de deuda, que anteriormente se había realizado en 2005. Esta propuesta fue bien recibida por el entonces ministro de Economía Amado Boudou, quien la realizaría en el 2010. Esta reapertura buscaba reestructurar 20 000 millones de dólares que Argentina mantenía en default, luego de la crisis de 2001, perteneciente a holdouts que no habían aceptado formar parte del canje realizado años atrás.
Ocampo, Boudou y otros, fueron investigado judicialmente, entre el 2010 y el 2015 en una denuncia en la que se acusó a Boudou de haber filtrado información privilegiada sobre la reapertura del canje. Finalmente, la causa terminó con el sobreseimiento de todos los denunciados.